# إدنا مولوا
إدنا مولوا (بالأفريقانية: Bomo Edith Edna Molewa)‏ (و. 1957 – م)هي سياسية من جنوب أفريقيا. تولت منصب عضو الجمعية الوطنية لجنوب أفريقيا. وهي عضوة في المؤتمر الوطني الأفريقي.